# گاسپار دروویل
گاسپار دروویل افسر فرانسوی که در سال‌های ۱۸۱۲–۱۸۱۳م در پانزدهمین سال سلطنت فتحعلی شاه قاجار و ولایتعهدی عباس میرزا در ایران اقامت داشته‌است.
او نماینده امپراتور روسیه، الکساندر اول در ایران بود.

## سفرنامه
گاسپار دروویل خاطراتش را در دو جلد کتاب به نام Voyage en Perse (سفر در ایران) در سال ۱۸۲۸م منتشر کرد.
سفرنامهٔ او به جز چند فصل که به اوضاع نظامی و سیاسی ایران و دربار فتحعلی شاه و اقدامات عباس میرزا اختصاص یافته، دربارهٔ فرهنگ و زندگی و باورها و آیین‌های مردم ایران است.
اهمیت این سفرنامه در شرح جزئیات ساختمان‌ها، بازارها، غذاها و زندگی روزمره ایرانیان در اوایل دوران قاجار است.

### فهرست مطالب کتاب
1. وضع ایران در زمان سفر و بررسی عهدنامهٔ اخیر (گلستان).
2. آب و هوا و خلق و خوی مردم ایالات مختلف ایران.
3. کاهش جمعیت ایران و علل و موجبات آن (خشکسالی و جنگها).
4. مردان و زنان ایرانی (پوشاک، چهره و آرایش و خوی و خصلت آنها).
5. گرمابه‌های ایرانی (معماری، اعمال، آداب، وسایل و مواد نظافت).
6. اهل حرم، زنان عقدی، کنیزکان و کار و سرگرمی آنان (توصیف حرمسرا، رفتار مردان و زنان و فرزندان در حرمسرا، آرایش زنان).
7. بناهای ایران (معماری شهرها و ساختمانها، مصالح ساختمانی، قلعه‌ها و حصارها، فضاهای خانه‌ها، آب حوض، حیاط، تالارها و اطاقها).
8. کاروانسراها (معماری، کارکردها، بانیان، راهزنی).
9. بازارها (معماری، آداب داد و ستد، نظام امنیت بازار، نظارت بر داد و ستد، داروغه و عسس).
10. اغذیه و مشروبات ایرانی (پلو، آبگوشت [شوربا]، خورش، کباب، نیمرو، لبنیات، میوه، آبمیوه، یخ).
11. ضیافت و آداب غذاخوردن (آداب پذیرایی، شیوه غذا خوردن، ظروف غذا).
12. قهوه و قلیان (نحوهٔ تهیه و خوردن قهوه، اجزای قلیان، شیوهٔ مهیا کردن قلیان و نحوهٔ کشیدن آن، آداب قلیان کشیدن، انواع قلیان و تجملات آن).
13. اثاث البیت ایرانیان (که بسیار مختصر و محدود است شامل: قالی و نمد، لباس، رختخواب، ظروف و وسایل آشپزخانه، آیینه و شمعدان).
14. دارایی و طرز تقسیم ارث (طبقات مردم، دارایی و ثروت، پرداخت مالیات، حقوق دیوانی، تقسیم مالیات و عواید، سهم-الارث فرزندان).
15. مراسم نامزدی و عروسی (شیوهٔ انتخاب همسر و پیرزنان واسطه، مهریه و مراسم نامزدی، مراسم عقد و عروسی).
16. طلاق و شرایط زنان بیوه (قوانین طلاق که عموماً شرعی است، سه طلاقه شدن و شرایط رجوع زن به همسر قبلی، حق سرپرستی فرزندان طلاق، سرنوشت زنان بیوه و حقوق آنها).
17. مذاهب متنوعه در ایران (رسمیت دین اسلام و مذهب شیعه، زرتشتیان، ارمنی‌ها، شرایط زندگی ارمنی‌ها، آداب مذهبی ارمنی‌ها، نسطوری‌ها و تمرکز آنها در کردستان، خصوصیات نسطوری‌ها، آداب و باورها و عقاید نسطوریان، یهودیان).
18. روز جمعه و عبادات (آداب روز جمعه، آداب نماز خواندن، نظافت و شرایط عبادت، زیارت قبور و مراسم عزاداری درگذشتگان).
19. روحانیون، حاجیان، درویشان و فقرا (احترام روحانیون و حل و فصل اختلافات مردم، قرآن و استخاره، محاکم شرعی، مدارج و عناوین مقامات روحانی شامل: شیخ‌الاسلام، مجتهد یا بیوک آقا، آخوند و ملا و وظایف آنها، شأن و منزلت سیدها و وجوهاتی که دریافت می‌نمایند، حاجی‌ها، مشایخ و درویشان، کارهای خارق العادهٔ درویشان، اخلاق و خصلت درویشان، وضعیت گدایان و فقرا).
20. نوروز، رمضان و محرم (جشن بزرگ نوروز، مراسم سلام عام در دربار، رد و بدل هدیه، مراسم خلعت دادن شاه به فرزندان و حکام ایالات، آداب ماه رمضان و روزه گرفتن، آیین‌های سوگواری ماه محرم، دسته‌های عزاداری و نمایشهای تعزیه).
21. دربار فتحعلیشاه و زنان و فرزندان او (نحوه دستیابی فتحعلی شاه به سلطنت، سرکوبی رقبا و مخالفان داخلی، داستانهایی از کشتار مخالفان، اداره کشور با انتصاب فرزندانش به حکومت ایالات، انتخاب عباس میرزا به ولیعهدی و مخالفتهای محمدعلی میرزا فرزند ارشد فتحعلیشاه با این انتخاب، تعداد زنان و روابط فتحعلی شاه با حرمسرا، امور حرمسرا و وظایف خواجه‌سراها و خواجه باشی، برخی آداب رایج در حرم‌سرای فتحعلی شاه، عداوت شاهزادگان نسبت به هم و به ولیعهد، دیدار با عباس میرزا و سان دیدن از سپاه، فرزندان شاه و تربیت و شیوه زندگی آنها، تردد حرمسرا در شهر، نحوه مسافرت شاه و دربار و زنان در داخل کشور، پوشاک زنان حرمسرا، داستانهایی از حرم‌سرای فتحعلی شاه، آداب و مفاهیم هدایای رد و بدلی میان شاه و حکمرانان، ماجراهایی از بخل و خست و زن بارگی و سایر خصوصیات اخلاقی و روحیات فتحعلی شاه، رسم فراگیر هدیه و انعام و خلعت، ظاهر و پوشاک و زیورآلات و آرایش شاه و ملکه، وضع ارتش و شایستگی‌های عباس-میرزا؛ محل اقامت فتحعلی شاه در کاخ عشرت آباد؛ ترجیح فتحعلی شاه به اقامت در تهران به جای اصفهان.
22. شاهزاده عباس میرزا ولیعهد ایران (انتخاب عباس میرزا از سوی آقا محمد شاه قاجار به جانشینی و تأیید آن از سوی فتحعلی شاه؛ روحیات و اخلاق و منش عباس میرزا؛ اصلاحات نظامی عباس میرزا در ارتش و آموزشهای او؛ دیدگاه‌ها و اقدامات عباس میرزا؛ زنان و فرزندان شاهزاده؛ مهارتهای جنگی و اخلاق نظامی عباس میرزا؛ شمایل و چهره و پوشاک شاهزاده؛ روحیهٔ نوگرایی و اصلاحات در عباس میرزا).
23. قوانین و دستگاه قضایی (قدرت نامحدود و مالکیت بی حد و حصر پادشاه؛ دستگاه سادهٔ قضایی و احکام شرعی؛ وظایف داروغه و قاضی؛ انواع تخلف‌ها و مجازات آنها؛ شیوهٔ اجرای مجازاتهای چوب و فلک، بریدن گوش و بینی و اعدام؛ وضعیت زندانها و محبوسان؛ مجازات کور کردن در حق شاهزادگان و خانهای پر نفوذ.
24. دربارهٔ مقامات عالی و سلسله مراتب (تجمل دربار؛ غلام-ها و کلانتر باشی؛ صدراعظم به جای اعتمادالدوله بالاترین مقام درباری؛ مقام دوم: قائم مقامی؛ مقام سوم: وزیران؛ میرزاها و مقامات بعدی: حکیم‌باشی، شیخ‌الاسلام، ایشیک آغاسی (نسق چی باشی)، فراش باشی و فراشان، مُهردار باشی، میرآخور باشی، خواجه باشی، ناظر باشی، اُودن‌دار باشی (اطاق‌دار باشی)، شکارچی باشی (میرشکار)، منجم باشی، انباردارباشی به همراه به پزباشی و قهوه چی باشی، شاطرباشی، صندوقدار باشی؛ رعایت سلسله مراتب و تشریفات پذیرایی و مهمانداری).

در ترجمهٔ اعتماد مقدم (انتشارات شباویز) فصلهای کتاب از ۲۵ تا ۳۹ نیز ادامه یافته‌است که بخش عمدهٔ کتاب دوم اصلی را تشکیل می‌دهند. این فصول بیشتر ناظر به شرایط و امکانات نظامی ایران است که به منظور تکمیل مطلب در اینجا ذکر می‌شود:
1. دربارهٔ بیگلربیگی‌ها، اختیارات و عایدات آنها.
2. دربارهٔ ادبیات، شعر، موسیقی، تئاتر و رقص ایرانی‌ها.
3. دربارهٔ ورزشکاران و عملیات ورزشی.
4. دربارهٔ گردشگاه‌ها و شکار.
5. دربارهٔ سفر و زیارت.
6. دربارهٔ بردگی.
7. دربارهٔ اسب و دیگر حیوانات اهلی ایران.
8. دربارهٔ قشون، فرماندهان و شوراهای نظامی.
9. دربارهٔ قشون غیر منظم و طرز جنگیدن آنها.
10. دربارهٔ سازمان لشگرها و تعداد آنها.
11. دربارهٔ توپخانهٔ جدید و قدیم و دربارهٔ زرادخانه و وسایل حمل و نقل نظامی.
12. دربارهٔ راه‌پیمای‌یها و اردوگاه‌ها.
13. دربارهٔ طبابت، جراحی و مراسم تشییع جنازه.
14. دربارهٔ کردها.
15. دربارهٔ گبرها (زرتشتیان).